# Platystacus cotylephorus
Platystacus cotylephorus — єдиний вид роду Platystacus з підродини Aspredininae родина Широкоголові соми ряду сомоподібних. Інша назва «строкатий широкоголовий сом».

## Опис
Загальна довжина досягає 31,8 см. Голова і тулуб пласкі й широкі. Є 2 пари вусів. Відсутні додаткові щелепні вусики. Очі невеличкі. Хвостове стебло і анальний плавник довгі, особливо останній. Спинний плавець піднятий догори, широкий, притиснутий до тулуба. Грудні плавці широкі, помірної довжини. Хвостовий плавець короткий та 4-5 променями, з великою виїмкою.
Загальний фон коливається від коричневого однотонного (самки) до майже чорного зі світлими плямами на тілі. Забарвлення (світліше-темніше) настільки варіюється, що важко знайти дві абсолютно однакові особини. Самці забарвлені темніше, мають плями на тілі і довші грудні плавці.

## Спосіб життя
Зустрічається в каламутних річках, як в прісній, так і в солонуватою воді. Були випадки масової міграції в прісні води. Трапляється на мулистих або піщано-мулистих ґрунтах, часто на мілині. Цей сом активний уночі. Вдень заривається повністю у ґрунт. Живиться донними безхребетними і рибою. За характером полювання є хижаками, що атакують із засідки.
На нерест мігрує в прісні жорсткі води. Заривається в мулисте дно. Самка виношує ікру на череві.

## Розповсюдження
Мешкає від Венесуели до Бразилії.